# Mary Fee

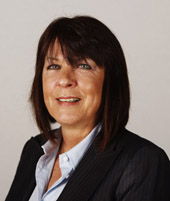
Mary Fee

Mary Fee (* 23. März 1954) ist eine schottische Politikerin und Mitglied der Labour Party.

## Leben
Fee besuchte die Leith Walk Primary School und die Broughton Secondary School. Anschließend war sie für die Unternehmen Bank of Scotland, British Telecom und Tesco tätig. Fee lebt mit ihrem Ehemann und ihren beiden Kindern in Renfrew. Sie ist Mitglied der Gewerkschaft USDAW.

## Politischer Werdegang
Bei den Schottischen Parlamentswahlen 2011 trat Fee erstmals zu nationalen Wahlen an. Sie bewarb sich jedoch nicht um das Direktmandat eines Wahlkreises, sondern war auf der Regionalwahlliste der Labour Party für die Wahlregion West Scotland gesetzt. Infolge des Wahlergebnisses erhielt sie eines der drei Listenmandate der Labour Party für West Scotland und zog erstmals in das Schottische Parlament ein.